# Unidad nefelométrica de turbidez

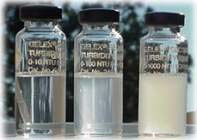
unidad en la que se mide la turbidez de un fluido o la presencia de partículas en suspensión en el agua, cuantos más sólidos en suspensión haya en el agua, más sucia parecerá esta y más alta será la turbidez.

La unidad nefelométrica de turbidez, (UNT) expresada habitualmente con el acrónimo NTU del inglés Nephelometric Turbidity Unit, es una unidad utilizada para medir la turbidez de un fluido, sólo líquidos y no aplicable a gases o atmósfera. Corresponde con una concentración del producto utilizado como patrón llamado Formacina, que es una suspensión que se puede crear utilizando soluciones acuosas de Sulfato de Hidracina y Hexametilentetramina en unas proporciones conocidas para formar el patrón de turbidez de 4000 NTU.
El instrumento usado para su medida es el nefelómetro o turbidímetro, que mide la intensidad de la luz dispersada a 90 grados cuando un rayo de luz pasa a través de una muestra de agua.
La unidad usada en tiempos antiguos era la Unidad de Turbidez de Jackson (Jackson Turbidity Unit  - JTU), medida con el turbidímetro de vela de Jackson. Esta unidad ya no está en uso estándar. En lagos la turbidez se mide con un disco Secchi.  
Una medición de la turbidez puede ser usada para proporcionar una estimación de la concentración de TSS (Sólidos Totales en Suspensión), lo que de otra forma es un parámetro tedioso y no fácil de medir.